# داروی زیرزبانی

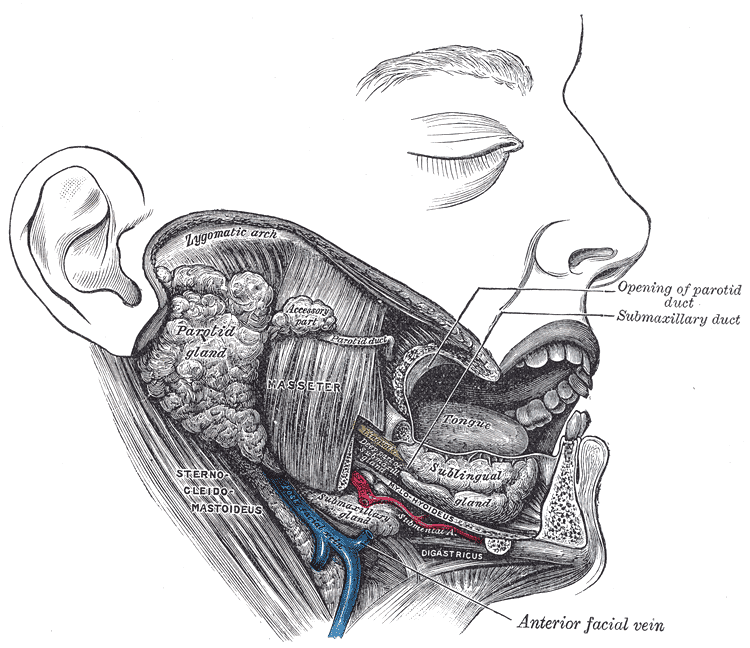
غدد بزاقی

قرص‌های زیرزبانی را فقط باید زیر زبان گذاشت که معمولا برای معالجه یا پیشگیری از بوجود آمدن سکته قلبی و بالا رفتن فشار خون، خواب آوری و تسکین درد به همین شیوه باید آنها را استفاده کرد.
افرادی که دچار حمله های قلبی و درد در ناحیه قلب می شوند، فشارخونشان بالا می رود و مجبور به استفاده از قرص های زیر زبانی می شوند. با توجه به اینکه خون رسانی در زیر زبان بالاست و سد کمتری برای جذب دارو داشته و مخاط فراوانی دارد، خیلی سریع بر بیمار اثر می گذارد. بنابراین قرص های زیرزبانی حتما باید در زیر زبان گذاشته شوند تا اثر دارویی بر بیمار سریع و مطلوب باشد.